# Světové setkání rodin
Světové setkání rodin je setkání římskokatolické církve, které se koná každé tři roky od roku 1994. Pořádá ho Dikasterium pro laiky, rodinu a život, které „podporuje pastorační péči o rodiny, chrání jejich práva a důstojnost v církvi i v občanské společnosti, aby byly stále schopnější plnit své povinnosti.“ Jedná se o největší setkání katolických rodin na světě. Poslední setkání se konalo v italském Římě v roce 2022 (původně se mělo konat v roce 2021, ale kvůli pandemii COVID-19 bylo odloženo na rok 2022).

## Akce
| Datum | Město          | Země      | Téma                                                 | Poznámky |
| ----- | -------------- | --------- | ---------------------------------------------------- | --- |
| 1994  | Řím            | Itálie    | Rodina, srdce civilizace lásky                       | |
| 1997  | Rio de Janeiro | Brazílie  | Rodina: dar a závazek, naděje lidstva                | |
| 2000  | Řím            | Itálie    | Děti: Jaro rodiny a církve                           | Součást Velkého jubilea |
| 2003  | Manila         | Filipíny  | Křesťanská rodina: Dobrá zpráva pro třetí tisíciletí | Měla to být první papežská návštěva Filipín v 21. století a 3. tisíciletí a čtvrtá návštěva celkově, ale nestalo se tak a místo toho je první ve zmíněném století a tisíciletí papežská návštěva Františka v zemi. Uskutečnila se však o 12 let později v roce 2015, protože papež Jan Pavel II. se nemohl zúčastnit kvůli postupující Parkinsonově chorobě. |
| 2006  | Valencie       | Španělsko | Předávání víry v rodině                              | |
| 2009  | Mexiko City    | Mexiko    | Rodina: učitelka lidských a křesťanských hodnot      | |
| 2012  | Milán          | Itálie    | Rodina, práce a oslavy                               | |
| 2015  | Filadelfie     | USA       | Naším posláním je láska: Rodina plně žije            | |
| 2018  | Dublin         | Irsko     | Evangelium rodiny: Radost pro svět                   | Návštěva papeže Františka v Irsku byla zaměřena na setkání |
| 2022  | Řím            | Itálie    | Láska v rodině: povolání a cesta ke svatosti         | Původně se měla konat v den 5. výročí apoštolské exhortace pro mládež Amoris laetitia a tři roky po vyhlášení apoštolské exhortace Gaudete et exsultate. Světové setkání rodin v roce 2021 však bylo později odloženo na červen 2022 kvůli pandemii COVID-19.                                                                                                |